# Wolfgang Eberhard
Wolfgang Andreas Eberhard (* 26. Mai 1967) ist ein ehemaliger österreichischer Fußballspieler und nunmehriger -trainer.

## Karriere

### Als Spieler
Eberhard begann seine Karriere beim ATSV Wolfsberg. Zur Saison 1994/95 wechselte er zum SAK Klagenfurt. Mit dem SAK stieg er zu Saisonende in die zweite Liga auf. Sein Debüt in der zweithöchsten Spielklasse gab er im August 1995, als er am ersten Spieltag der Saison 1995/96 gegen den Favoritner AC in der Startelf stand. Bis Saisonende kam er zu 25 Einsätzen in der zweiten Liga, in denen er zwei Tore erzielte. Zu Saisonende stieg er mit dem SAK allerdings nach einer Spielzeit wieder in die Regionalliga ab. 2001 stieg er mit den Klagenfurtern auch noch in die Kärntner Liga ab und pendelte in den folgenden Saisonen mit dem Verein auf und ab.
Zur Saison 2005/06 schloss er sich dem Klagenfurter AC an, bei dem er schließlich auch seine Karriere beendete. 2015 setzte er sich als Trainer allerdings beim SV Ludmannsdorf nochmals selbst ein, 2016 absolvierte er ebenfalls als spielender Trainer noch eine Partie beim KAC.

### Als Trainer
Eberhard trainierte ab der Saison 2006/07 Jugendmannschaften des SAK Klagenfurt. Zur Saison 2013/14 wurde er Jugendtrainer beim Bundesligisten Wolfsberger AC. Zur Saison 2014/15 übernahm er den Cheftrainerposten beim fünftklassigen SV Ludmannsdorf.
Zur Saison 2015/16 wechselte er zum Ligakonkurrenten Klagenfurter AC, bei dem er selbst schon als Spieler tätig gewesen war. Mit dem KAC wurde er 2017 Meister der Unterliga Ost und stieg in die Kärntner Liga auf. Zur Saison 2018/19 übernahm er den Ligakonkurrenten SAK Klagenfurt, bei dem er ebenfalls schon als Spieler gespielt hatte. Im September 2019 wurde er durch Goran Lucic ersetzt.